# Corno (fiume Friuli-Venezia Giulia)
Corno (in friulano Cuar) è un fiume della provincia di Udine.
Nasce nel comune di Gonars, fra i paesi di Mortegliano e Bicinicco. Sfocia nella laguna di Marano dopo essersi fuso pochi chilometri prima dell'immissione in mare con il fiume Ausa. I suoi affluenti principali sono, nell'ordine, le rogge Avenale, Corgnolizza e Zumello. Attraversa i comuni di Gonars, Porpetto, San Giorgio di Nogaro, Torviscosa e Grado.
Il nome Corno di chiara origine celtica (i Celti bevevano nei corni), al tempo dei romani era denominato anche Anaxum, come descrive Plinio il Vecchio, nell'elenco sistematico dei fiumi friulani, nel suo Naturalis Historia ( ..Tiliaventus Maius (Tagliamento) e Minusque (Stella), Anaxum (Corno), quo Varamus (Corgnolizza) defluit, Alsa (Aussa), Natisa (Natissa) cum Turro (Torre), praeafluentes Aquileia coloniam...), e Anaxum deriva etimologicamente da un i. e.  (id est, cioè) * n -q  s i-o s = 'non lucente', 'nero', caratteristica proprio del fiume che ha acque scure. 
Anticamente già usato per il trasporto di merci, non ha mai perso questo utilizzo che si è protratto fino ai giorni nostri lasciando attivo il porto di Portonogaro.
Attorno al corso di questo fiume è stato istituito il parco intercomunale del fiume Corno, e in particolare nei comuni di Gonars e Porpetto, è stato istituito il sito d'interesse comunitario "Paludi di Gonars" comprendente al suo interno il biotopo "Paludi del Corno", area di 87 ettari nel quale è al momento in corso il programma europeo "Life Friuli Fens", volto al ripristino di torbiere calcaree.